# Національний парк Чобе
Національний парк Чобе (англ. Chobe National Park) — старий національний парк на території Ботсвани і третій за величиною в цій країні. Займає площу в 10566 км². Був заснований в 1967 році, хоча перша територія, що охороняється, хай і істотно менша по розмірах, була створена тут в 1931 році. Розташований на центральній рівнині басейну Калахарі.
Парк є одним з найбільших місць концентрації диких тварин як на африканському континенті, так і у всьому світі. Тут налічується понад 400 видів птахів, одна з найбільших популяцій африканського слона (припускається, що більше 50000 особин) і декілька десятків видів інших великих ссавців.
На цей момент в парку існує 4 екосистеми:
- Зона Серондела — берег річки Чобе, вона розташована на північному сході парку.
- Болота Савуті — на західній стороні парку.
- Болото Лініанті — в північно-східній частині парку.
- Між болотами Лініанті і Савуті знаходяться внутрішні райони — це зона рівнин і лісів, яка практично не відвідується.

З 2011 року парк входить в Транскордонний заповідник Каванго-Замбезі.

## Галерея

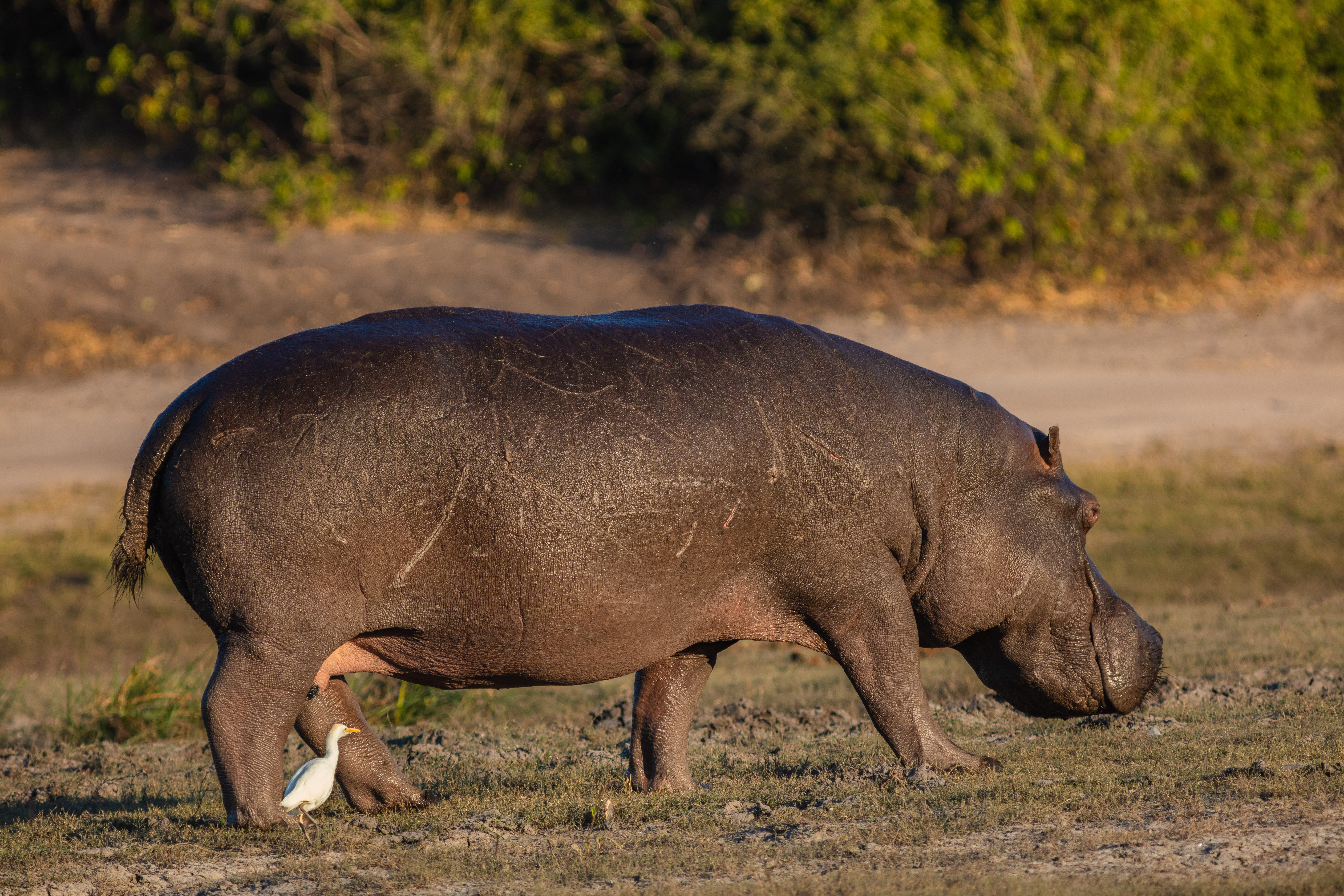
Бегемот звичайний
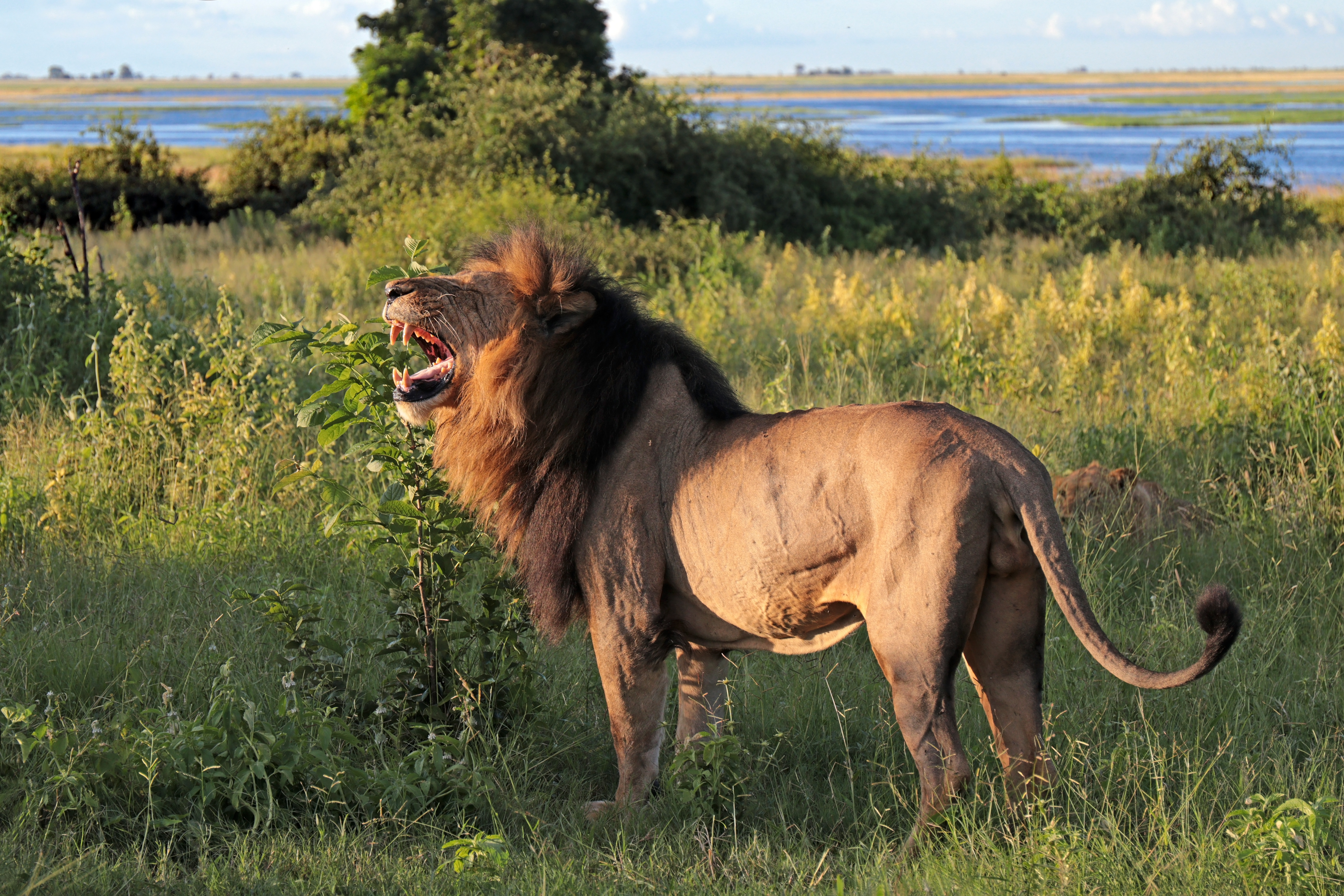
Лев
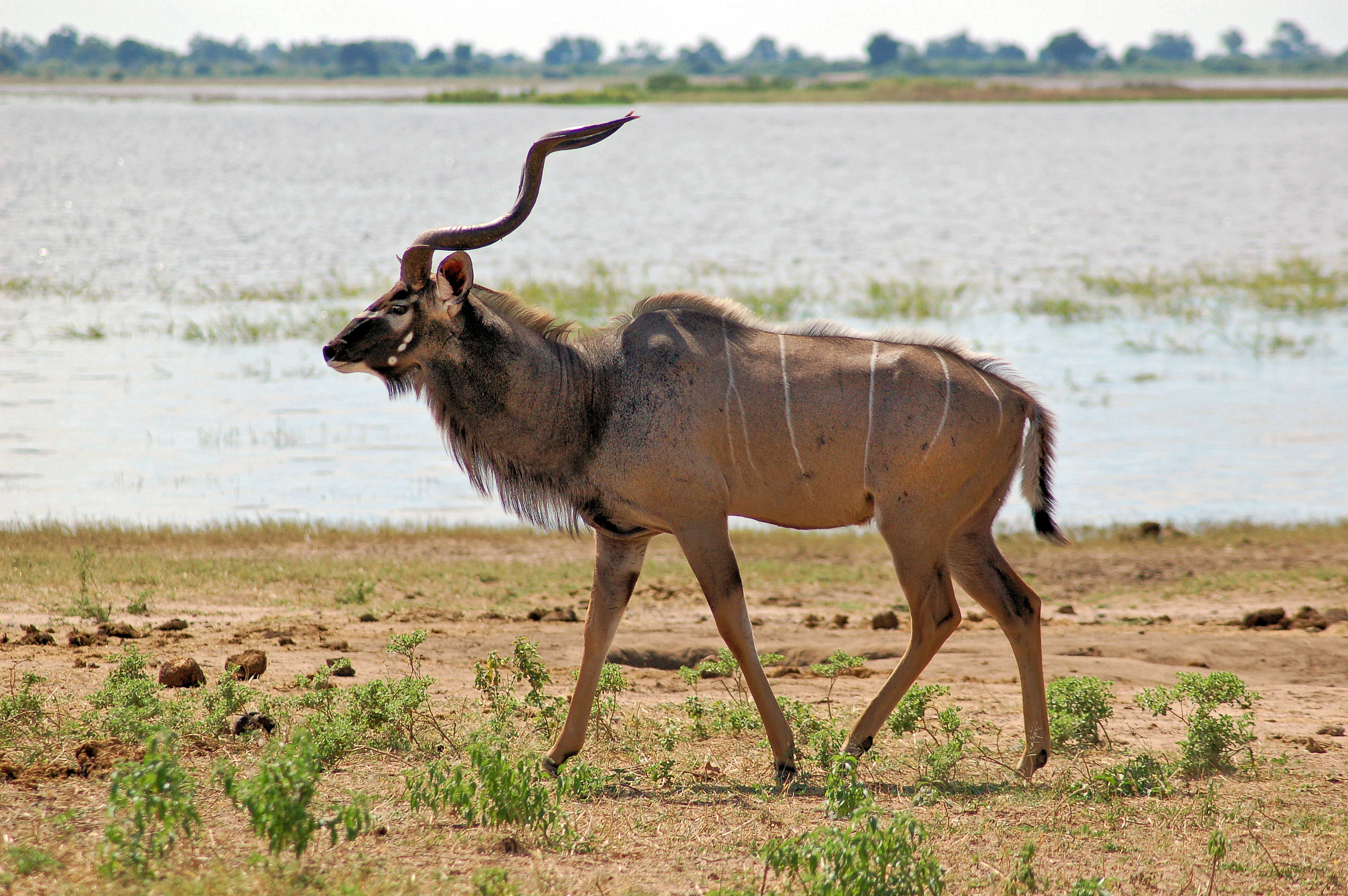
Куду великий

## Ресурси Інтернету
- Вікісховище має мультимедійні дані за темою: Національний парк Чобе
- Official Botswana Government page on Chobe National Park
- Chobe National Park Website